# Liste der Naturdenkmäler in Pohlheim
Die Liste der Naturdenkmäler in Pohlheim nennt die auf dem Gebiet der Stadt Pohlheim gelegenen Naturdenkmäler. Sie sind nach dem Hessischen Gesetz über Naturschutz und Landschaftspflege (Hessisches Naturschutzgesetz – HAGBNatSchG) § 12 geschützt und bei der unteren Naturschutzbehörde des Landkreises Gießen (Fachdienst 72 Naturschutz) eingetragen.
| Bild                          | Bezeichnung    | Ortsteil, Lage                                         | Beschreibung | Art          | Nr.   |
| ----------------------------- | -------------- | ------------------------------------------------------ | --- | ------------ | ----- |
| mehr Fotos \| Fotos hochladen | Dorflinde      | Grüningen, Schulstraße 50° 30′ 27,2″ N, 8° 43′ 51,8″ O | Einzelbaum an der Schule, Tanzlinde, älter als 350 Jahre, Naturdenkmal seit 1903. | Sommer-Linde | ND 02 |
| mehr Fotos \| Fotos hochladen | Kirchhofslinde | Grüningen, Kirchplatz 50° 30′ 31,4″ N, 8° 43′ 47,8″ O  | Einzelbaum am Kirchhof der evangelischen Kirche, älter als 350 Jahre. In der Region einmalige Doppelfunktion als Tanzlinde und Gerichtslinde. Über der 2,50 Meter hoch gelegenen „Tanzfläche“ weist der Baum einen weiteren „Kranz“ waagerechter Äste auf, an denen Todesurteile vollstreckt wurden. Stammumfang ca. 3,50 Meter, Höhe ca. 8 Meter, Naturdenkmal seit 1903. | Sommer-Linde | ND 04 |

## Abgängige Naturdenkmäler
| Bild | Bezeichnung | Ortsteil, Lage                                              | Beschreibung                                                                   | Art    | Nr.   |
| ---- | ----------- | ----------------------------------------------------------- | ------------------------------------------------------------------------------ | ------ | ----- |
| BW   | Ginkgo-Baum | Hausen, Ernst-Steiner-Straße 50° 32′ 47,1″ N, 8° 44′ 9,3″ O | Einzelbaum. Wegen mangelnder Standsicherheit 2007 in 1,7 m Höhe abgeschnitten. | Ginkgo | ND 03 |